# Zabočevo
Zabočevo este o localitate din comuna Borovnica, Slovenia, cu o populație de 95 de locuitori.